# Veres András (pilóta)
Veres András (1952. október 29. –) mg. üzemmérnök, vitorlázó- és motoros géppilóta, oktató, utasszállító repülőgép kapitány, jógaoktató.

## Életrajz
1967-ben a Farkashegyi repülőtéren kezdte a repülést. 1969-ben teljesítette a D vizsga követelményeit. Rendszeresen indult versenyeken, felkészültségének köszönhetően többnyire az élmezőnybe végzett. 1975-ben az NDK Ifjúsági Bajnokságán indult, nemzetközi tapasztalatokat szerzett. Vitorlázó repülőgéppel (1977-ig) 700 órát töltött a levegőben. 
1971-től a Nyíregyházi Mezőgazdasági Főiskolán tanult, ahol motoros repülőgép vezetői szakszolgálati engedélyt kapott. 1976-ban műrepülő vizsgát tett. Motoros repülőgéppel (1977-ig) 1040 órát töltött a levegőben. 1975-1976 között a motoros műrepülő válogatott keretének tagja. Sportrepülő pályafutását az Aranykoszorú teljesítésével befejezte. 1977-től 30 éves szolgálati idővel a Malév légiforgalmi pilótája. 1979-től Tu–134-es gép másodpilótája, 1981-től kapitánya, 1983-tól oktató-berepülő kapitány. 1989-től Boeing 737 majd 1992-től Boeing 767 kapitánya. 
1996-ban az egészséges élet megismertetésére megalapította a Spirituart Jóga Alapítványt. 2006-tól 2009-ig a Magyar Jógaoktatók Szövetségének alapító elnöke.

## Sportegyesülete
- BHG Repülőklub
- Nyíregyházi Repülőklub

### Magyar bajnokság
- 1971-ben a Magyar Népköztársasági Kupában – páros repülés kategóriában – klubtársával aranyérmet szerzett.
- 1975-ben – 5 év teljesítményei alapján – a meghirdetett klubversenyben a 2. helyezést kapta.

## Sportvezető
A főiskola elvégzését követően a MÉM Repülőgépes Szolgálat Nyíregyházi Kiképző Bázisán motorosrepülő oktatóként dolgozott.

## Könyv
- Egy elszakadt pilótanapló. New Yorktól a keleti bölcsekig. Acél Anna beszélgetései Veres András kapitánnyal; Spirituart Jóga Alapítvány–Sivánanda Jógaközpont, Bp., 2016

## Külső hivatkozások
- Veres András. rd.hu. [2015. május 25-i dátummal az eredetiből archiválva]. (Hozzáférés: 2014. március 29.)

1. 1 2  PIM-névtér. (Hozzáférés: 2023. április 23.)